# 気仙隕石

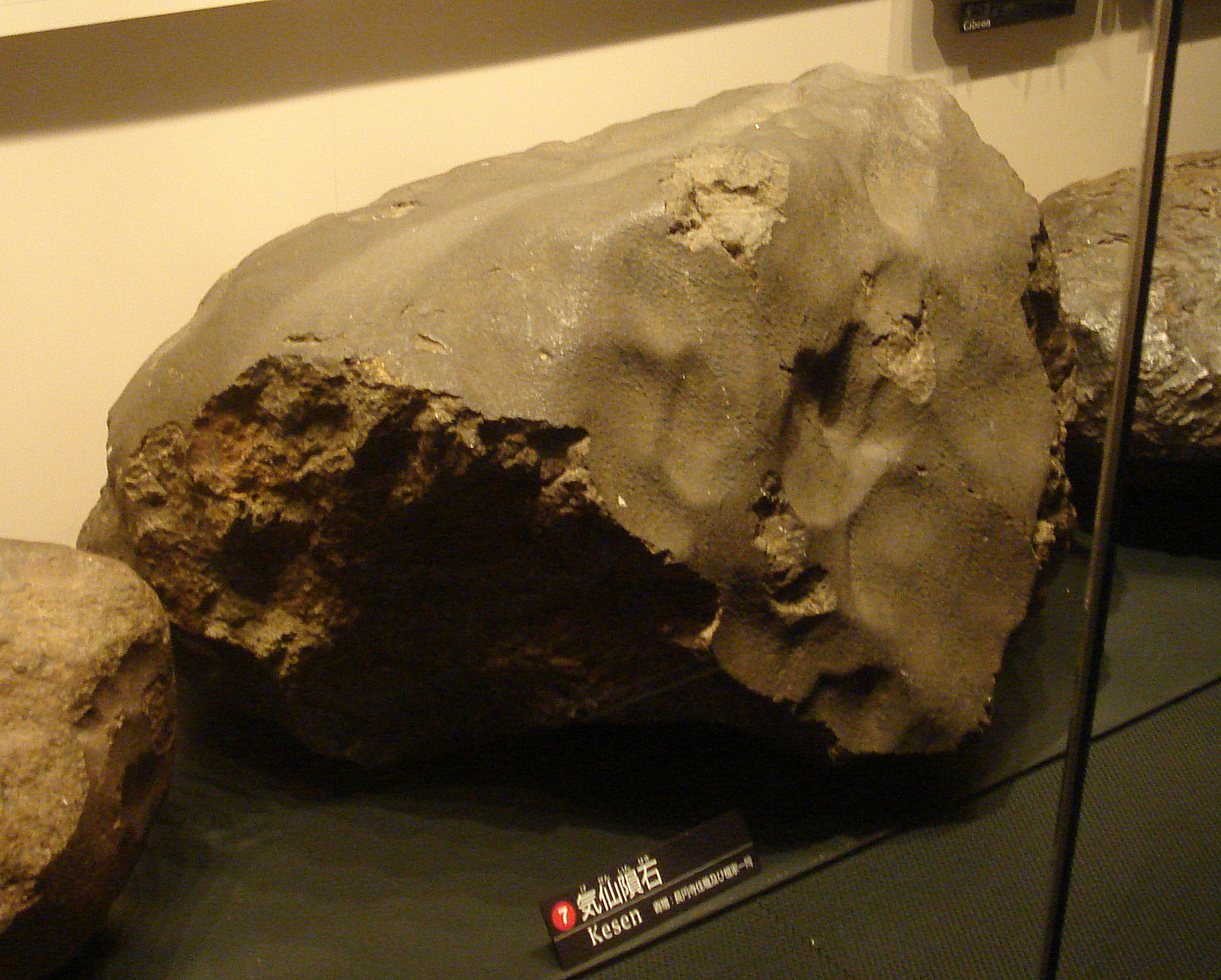
気仙隕石

気仙隕石（けせんいんせき）は、1850年6月13日（嘉永3年5月4日）、現在の岩手県陸前高田市気仙町丑沢の長圓寺前に落下した隕石である。

## 概要
日本最大の石質隕石で、落下した時の重量は135kg。H4型普通コンドライトに分類される。北北西方向から轟音とともに火球が現れ長圓寺境内に落下した。落下日時や飛来方向、落下時の様子などの記録が気仙郡大肝入であった吉田家の文書に残されている。その後、住民たちがお守りとして削るなどして、現在の量は約106kg。
1894年（明治27年）に帝室博物館に献納され、現在は、国立科学博物館に収蔵・展示されている。陸前高田市立博物館には実物大レプリカが展示されていたが、東日本大震災の時には実物破片とともに茨城県の博物館での特別企画展に貸出中だったため難を逃れた。